# Бортник Олександр Миколайович (військовик)
Бо́ртник Олекса́ндр Микола́йович — учасник Афганської війни 1979—1989 років. Повний кавалер ордена «За мужність».

## Короткий життєпис
Закінчив 8 класів СШ № 3 міста Кременчука, 1985 року — Кременчуцьке МПТУ № 16, тесляр-верстатник. Навчаючись в МПТУ, був неодноразовим чемпіоном та призером першості міста І області із спортивного та військового багатоборства. 1986 року закінчив на відмінно авто школу ДОСААФ.
Протягом 1986—1988 років перебував у складі радянських військ в Афганістані. Після демобілізації працював водієм у Кременчуці, 1990—1995 — в кременчуцькому клубі воїнів-інтернаціоналістів, 1995—1997 — менеджер приватного підприємства.
Закінчив Дніпропетровський університет економіки та права за спеціальністю «маркетинг», економіст.
Упродовж 1997—2003 років — голова Кременчуцької Спілки ветеранів війни в Афганістані.
З серпня 2002 року — голова Правління ЗАТ «Укртранснафтабезпека».
2006 року здобув вчений ступінь кандидата економічних наук — дисертація «Стратегічні засади розвитку експорту паливно-енергетичних ресурсів».
Станом на 2010 рік — заступник директора ООО «Євро-Азія-іксім» в місті Кременчук.
2010 року кандидував на посаду міського голови Кременчука від Соціалістичної партії України.
Брав активну участь у подіях Євромайдану, сотник.
Станом на 2014 рік — директор Департаменту транспортної інфраструктури КМДА.
Загинув 3 липня 2024 року на Донеччині.

## Сімейний стан
З дружиною виховують двох синів та двох доньок.

## Нагороди
- орден «За мужність» I ступеня (1 травня 2025) —  за особисту мужність, виявлену у захисті державного суверенітету та територіальної цілісності України, самовіддане виконання військового обов'язку[2].
- орден «За заслуги» II ступеня (13.2.2015)
- орден «За мужність» III ступеня (2010)
- почесна грамота ЦК ВЛКСМ «За мужність та героїзм, проявлені при виконанні інтернаціонального обов'язку»
- Орден «За мужність» II ступеня[3]